# Melinis gossweileri
Melinis gossweileri är en gräsart som beskrevs av Charles Edward Hubbard. Melinis gossweileri ingår i släktet Melinis och familjen gräs. Inga underarter finns listade i Catalogue of Life.